# Mesontoplatys dorsalis
Mesontoplatys dorsalis är en skalbaggsart som beskrevs av Johann Christoph Friedrich Klug 1855. Mesontoplatys dorsalis ingår i släktet Mesontoplatys och familjen Aphodiidae. Inga underarter finns listade i Catalogue of Life.